# Guichenotia macrantha
Guichenotia macrantha är en malvaväxtart som beskrevs av Porphir Kiril Nicolai Stepanowitsch Turczaninow. Guichenotia macrantha ingår i släktet Guichenotia och familjen malvaväxter. Inga underarter finns listade i Catalogue of Life.